# Deutscher Fernsehpreis/Beste Sitcom
Der Deutsche Fernsehpreis in der Kategorie Beste Sitcom, in der Fernsehserien des Genres Sitcom geehrt wurden,  wurde von 2003 bis 2007 verliehen.

## Geschichte
Fernsehserien des Genres Sitcom wurden von 1999 bis 2002 mit dem Deutschen Fernsehpreis zunächst in der Kategorie Beste Serie geehrt. In dieser Kategorie wurden Fernsehserien, gleichgültig welcher Genre sie angehörten, ausgezeichnet. Aufgrund der starken Beliebtheit von Sitcoms in den 2000er-Jahren wurde erstmals 2003 die Fernsehserien des Genres Sitcom aus der Kategorie Beste Serie in die neu eingeführte Kategorie Beste Sitcom ausgegliedert. Bis 2007 wurde der Preis in der Kategorie Beste Sitcom verliehen, wobei von 2004 bis 2006 unter anderem die Hauptdarsteller der Sitcoms mitnominiert waren.
Von 2008 bis 2017 wurden Sitcoms nicht mehr in einer eigenen Kategorie geehrt, sondern erneut in der gemeinschaftlichen Kategorie für Fernsehserien Beste Serie. Aufgrund der großen Beliebtheit an deutschen Fernsehserien weltweit sowie der hohen qualitativen Entwicklung von Serienproduktionen wurde die Fernsehserien-Kategorie Beste Serie 2018 in Beste Drama-Serie und Beste Comedy-Serie aufgeteilt. Im Zuge dessen werden Sitcoms seit 2018 in der letztgenannten Kategorie geehrt.

## Statistik
Die folgende Tabelle ist eine Aufzählung von Rekorden der häufigsten Nominierten und Preisträger in der Kategorie Beste Sitcom. Die Preisträger und Nominierten in den anderen Fernsehserien-Kategorien werden hier nicht mitgezählt.
| Statistik                          | Person         | Anzahl | Jahr              |
| ---------------------------------- | -------------- | ------ | ----------------- |
| Häufigste Nominierungen (* = Sieg) | Stromberg      | 3      | 2005, 2006, 2007* |
| Häufigste Nominierung ohne Sieg    | Bewegte Männer | 2      | 2003, 2004        |

Die meisten Siege von den auftraggebenden Fernsehsender der Sitcom besitzt RTL mit zwei Auszeichnungen. Außerdem war jedes Jahr mindestens eine RTL-Sitcom nominiert.

## Preisträger und Nominierte
Die folgenden Tabellen, geordnet nach Jahren, listen alle Preisträger und Nominierte des Deutschen Fernsehpreises in der Kategorie Beste Sitcom auf.
| Jahr | Preisträger    | mit den Schauspielern                                                                           | Sender    | Nominierung |
| ---- | -------------- | ----------------------------------------------------------------------------------------------- | --------- | --- |
| 2003 | Alles Atze     | –                                                                                               | RTL       | Bewegte Männer (Sat.1) Nikola (RTL) |
| 2004 | Berlin, Berlin | Felicitas Woll, Jan Sosniok, Matthias Klimsa, Rhea Harder, Matthias Schloo und Alexandra Neldel | ARD/NDR   | Bewegte Männer mit Michael Härle, Oliver Muth, Carolina Vera-Squella, Victor Schefé, Ingo Naujoks und Ingrid van Bergen (Sat.1) Mein Leben & Ich mit Wolke Hegenbarth, Nora Binder, Gottfried Vollmer, Maren Kroymann, Frederik Hunschede und Sebastian Kroehnert (RTL) |
| 2005 | Nikola         | Mariele Millowitsch und Walter Sittler                                                          | RTL       | Stromberg mit Christoph Maria Herbst (ProSieben) Typisch Mann! mit Thomas Heinze und Nina Kronjäger (ZDF) |
| 2006 | Pastewka       | Bastian Pastewka                                                                                | Sat.1     | Alle lieben Jimmy mit Eralp Uzun (RTL) Stromberg mit Christoph Maria Herbst (ProSieben) |
| 2007 | Stromberg      | –                                                                                               | ProSieben | Kinder, Kinder (RTL) Mitten im Leben (RTL) |